# Средства массовой информации Шадринска

## Телерадиовещание
В Шадринске осуществляется эфирное вещание 20 цифровых телеканалов в двух мультиплексах. 15 апреля 2019 года аналоговое вещание 6 федеральных телеканалов в городе было отключено. В декабре 2021 года руководством ООО «Креатив Медиа» было прекращено вещание последнего аналогового телеканала.
| ТВ Канал | Телекомпания       | Мощн. кВт | Осуществление регионального и местного телевещания                  | Наличие телетекста                              |
| -------- | ------------------ | --------- | ------------------------------------------------------------------- | ----------------------------------------------- |
| 32       | Первый мультиплекс | 5         | ГТРК «Курган»: Россия-1, Россия-24, Радио России; «Область 45»: ОТР | многостраничный (на каждом канале мультиплекса) |
| 47       | Второй мультиплекс | 5         | отсутствует                                                         | нет                                             |

Услуги кабельного телевидения предоставляют:
- ООО «Шадринское кабельное телевидение»
- «Курьер Плюс»
- «Ростелеком»

Работает 9 радиостанций в FM-диапазоне:
| Частота, МГц | Название                            | Формат                | Мощн., кВт | Телецентр                 | Владелец, вещатель                 | Время |
| ------------ | ----------------------------------- | --------------------- | ---------- | ------------------------- | ---------------------------------- | ----- |
| 69,23        | (Молчит) Радио России / ГТРК Курган | News / Talk           | 4          | РТПС (Автомобилистов, 1б) | ФГУП «ВГТРК»                       | 5-1   |
| 89,1         | Радио Maximum                       | Hot AC / Rock         | 0,25       | РТПС (Автомобилистов, 1б) | ООО «Икс Медиа»                    | 0-24  |
| 100,2        | Авторадио                           | АС                    | 0,1        | РТПС (Автомобилистов, 1б) | ООО «Икс Медиа»                    | 0-24  |
| 100,7        | (Молчит) Русское радио              | Russian Pop           | 0,25       | РТПС (Автомобилистов, 1б) | -                                  | 0-24  |
| 101,3        | Европа Плюс                         | Hot AC / Top 40       | 0,1        | РТПС (Автомобилистов, 1б) | ООО «Икс Медиа»                    | 0-24  |
| 101,7        | L-Radio                             | Dance                 | 0,1        | РТПС (Автомобилистов, 1б) | ООО «Фишка»                        | 0-24  |
| 103,1        | Новое радио                         | CHR / Hot AC          | 0,25       | РТПС (Автомобилистов, 1б) | ООО «Икс Медиа»                    | 0-24  |
| 104,6        | (ПЛАН) Радио Вера                   | Religious             | -          | РТПС (Автомобилистов, 1б) | -                                  | -     |
| 105,4        | Дорожное радио                      | Pop / Shanson / Retro | 1          | РТПС (Автомобилистов, 1б) | -                                  | 0-24  |
| 105,8        | Радио За Облаками                   | Soft AC               | 1          | РТПС (Автомобилистов, 1б) | ООО «Инфомедиабизнес» («Радио 45») | 0-24  |
| 106,9        | Радио Дача                          | National / Hot АС     | 0,1        | РТПС (Автомобилистов, 1б) | ООО «Икс Медиа»                    | 0-24  |
| 107,7        | Радио России / ГТРК Курган          | News / Talk           | 1          | РТПС (Автомобилистов, 1б) | ФГУП «ВГТРК»                       | 0-24  |

## Интернет и связь
На рынке мобильной связи в городе присутствуют 5 операторов, из них 4 — федеральные:
- Билайн
- Мегафон
- МТС
- Tele2
- Мотив

Интернет-провайдеры города:
- Курьер Плюс
- Ростелеком
- ШАДР.РУ

## Печатные СМИ
Идет выпуск газет:
| Название газеты     | Направление                                                                                          |
| ------------------- | --- |
| «Шадринский курьер» | Информационное, 4.600 экз, A3, 20 стр                                                                |
| «Ваша выгода»       | Рекламно-информационное, 15.000 экз (7.000 вторник, 24 стр., 8.000 пятница, 36 стр.), A3, 24-36 стр. |
| «Автоагрегат»       | Информационное, 3.000 экз, А3, 8 стр. (выходит еженедельно по пятницам).                             |